# 森本優子
森本 優子（もりもと ゆうこ）は、日本のスポーツライター、コラムニスト。岐阜県高山市生まれ。

## 来歴
1983年、ベースボール・マガジン社に入社。以後一貫してラグビーマガジン編集部一筋の編集者生活を送る。第2回ラグビーW杯からラグビーワールドカップを取材している。
2021年、ベースボール・マガジンを定年退職した。

## 著作
- ラグビーに乾杯!（作画：くじらいいく子、全1巻）[4]。

## 過去に出演した番組

### テレビ
- ラグビー中継（J SPORTS）